# Joker (film, 2019)
A Joker 2019-ben bemutatott amerikai filmdráma, pszichológiai thriller Todd Phillips rendezésében. A forgatókönyvet Todd Phillips és Scott Silver írta, producerei Todd Phillips, Bradley Cooper és Emma Tillinger Koskoff. A főszerepekben Joaquin Phoenix, Robert De Niro, Zazie Beetz, Frances Conroy és Brett Cullen láthatók. A film zeneszerzője Hildur Guðnadóttir. A film gyártója a DC Filmes, a Village Roadshow Pictures, a Bron Creative és a Joint Effort, forgalmazója a Warner Bros. Pictures. Az Amerikai Egyesült Államokban 2019. október 4-én, Magyarországon 2019. október 3-án mutatták be a mozikban.
A film világpremierje a 76. Velencei Nemzetközi Filmfesztiválon volt 2019. augusztus 31-én, ahol elnyerte az Arany Oroszlán díjat. A film pozitív értékeléseket kapott a kritikusoktól, különösen kiemelve Phoenix színészi játékát. Ezzel szemben vegyes érzéseket váltott ki a kritikusokból a film sötétebb tónusú bemutatása, az erőszak és a mentális betegségek ábrázolása. Többen kifejezték aggodalmukat, hogy a Joker inspirációt jelenthet az amúgy is erőszakra hajlamos emberek számára. A moziban, ahol a 2012-es aurorai lövöldözés történt a A sötét lovag – Felemelkedés vetítése során, betiltották a filmet, miután az áldozatok családjai ezt levélben kérték a Warner Bros.-tól.
A film világszerte több mint egymilliárd dolláros bevételt termelt, ezzel minden idők legsikeresebb „R” besorolású filmje lett, megelőzve a 2018-ban bemutatott Deadpool 2. című filmet, és az első ilyen besorolású alkotás is egyben, ami átlépte ezt a határt a bevételek tekintetében.
A Fekete Párduc után a második képregény-adaptáció, amelyet Oscar-díjra jelöltek,[forrás?] 11 jelölésével pedig műfaját tekintve rekordtartó. A 92. Oscar-gála során Joaquin Phoenix a legjobb férfi főszereplő, míg Hildur Guðnadóttir a legjobb eredeti filmzene díját vehette át.

## Rövid történet
Gotham Cityben a mentálisan sérült komikust a társadalom semmibe veszi és rosszul bánik vele. Ezután elindul a forradalom és a véres bűnözés lefelé tartó spirálján. Ezen az úton szembekerül alteregójával: Jokerrel.

## Cselekmény
A film cselekménye 1981-ben játszódik. Arthur Fleck különböző rendezvényekre felbérelhető bohócként dolgozik, és édesanyjával, Penny-vel él Gotham Cityben. A munkanélküliség, a bűnözés, a szemétszállítók sztrájkja és a nincstelenség miatt a város romokban hever, a lakosság egy része teljesen elszegényedett. Arthur olyan idegrendszeri betegségben szenved, amely a sírás és nevetés ellenőrizhetetlen váltakozását váltja ki. Emiatt folyamatos szociális ellátásra és gyógyszeres kezelésre szorul. Miután utcagyerekek egy csoportja megtámadja őt egy sikátorban, és jól összerugdossák, munkatársa, Randall kölcsönad neki egy kézifegyvert önvédelem céljából. Arthur találkozik Sophie-val, egy egyedülálló anyával, aki az egyik szomszédos lakásban él, és meghívja őt a stand-up fellépésére.
Egy alkalommal, a gyermekkórházban fellépve fegyvere kiesik a zsebéből, amiért azonnal kirúgják, miközben Randall azt hazudja, Arthur magának vásárolta a fegyvert. A metróval hazafelé tartva három, a Wayne Művekben dolgozó részeg üzletember rátámad és megveri, aminek következtében kettőt önvédelemből lelő, majd harmadikat egyszerűen hátulról rálőve kivégzi. A történtek hallatára a lakosság körében tiltakozó tüntetések kezdődnek, melynek a résztvevői szimpatizálnak az elkövetővel és ezért bohócmaszkot viselnek. Arthurnak azzal is szembesülnie kell, hogy finanszírozási gondok miatt a szociális szolgáltatási programot megszüntetik, így a gyógyszeres kezeléséhez sem juthat hozzá. 
Aznap este Sophie részt vesz Arthur stand-up fellépésén, amely teljes kudarcba fullad. Arthur nem tudja kontrollálni nevetési kitörését, a viccei sincsenek hatással a közönségre, amiért később Murray Franklin, egy népszerű talk show-műsorvezető is kigúnyolja.
Arthur elolvassa anyja egy levelét, amelyet a helyi milliárdosnak és polgármester-jelöltnek, Thomas Wayne-nek írt, amiben azt állítja, hogy a tőle született törvénytelen fia maga Arthur. Ezt követően a Wayne-birtokra siet, ahol találkozik Bruce Wayne-nel és verekedésbe keveredik a komornyikkal, Alfred Pennyworthszel. Röviddel azután, hogy a gothami városi rendőrség két nyomozója, Garrity és Burke megvizsgálta Arthur szerepét a metrón történt gyilkosságokban, Penny stroke-ot kap és kórházba kerül.
Egy nyilvános rendezvényen Arthur találkozik Thomas Wayne-nel, aki azt mondja neki, hogy Penny szellemileg instabil, és hogy nem ő a biológiai anyja. Arthur az Arkham Állami Kórházból ellopja anyja személyes iratait, köztük azt is, amely Arthur örökbefogadási dokumentumait tartalmazza. Ebből nem derül ki, hogy Arthur Thomas Wayne törvénytelen fia-e, de az igen, hogy Arthurt örökbe fogadták, valamint az is, hogy anyja akkori párja bántalmazta őt, ami részben a betegségét is okozta. Nem derül ki pontosan, hogy ezek az események csak Arthur és anyjának elméjében léteztek-e, vagy hogy mennyi belőlük az igazság és mennyi a beteges képzelgés. Arthur ezt követően zavart elmeállapotban a kórházba megy, és egy párnával megfojtja Pennyt, majd hazatérése után bemegy Sophie lakásába. A nő rémülten kéri, hogy távozzon – mint kiderül, a korábbi találkozásaik és beszélgetéseik csak Arthur elméjének szüleményei voltak.
Ezt követően Arthur meghívást kap a Murray showba, mint vendég fellépő. Miközben éppen sminkjét és ruháját készíti elő, két régi munkatársa, Gary és Randall látogatja meg. Arthur megöli Randallt, a törpe Garyt azonban életben hagyja, mert ő a múltban jól bánt vele. A stúdió felé tartva a két nyomozó, akik ezidáig követték, egy bohócmaszkot viselő tüntetőkkel teli metróra kergetik, ahol lövöldözés, majd egy véletlen haláleset után lázadás robban ki. A két rendőrt a tüntetők meglincselik, közben Arthur a káoszt kihasználva elmenekül.
Mielőtt az élő műsor elkezdődne, Arthur megkéri Murrayt, hogy Jokerként mutassa be, utalva annak korább gúnyolódására. Lelkes tömeg fogadja, Arthur azonban morbid viccek mesélésébe kezd, bevallja a gyilkosságokat és mesél a Murraytől elszenvedett megaláztatásairól is. Ezt követően, mielőtt letartóztatnák, megöli a műsorvezetőt. Az események után zavargások törnek ki a városban és az egyik sikátorban megölik a hazafelé tartó Thomas és Martha Wayne-t, csak gyermeküket, Bruce-t hagyják életben.
Időközben egy lázadó csoport egy mentőautóval a rendőrautónak ütközve kiszabadítja Arthurt, akit hősként fogad az éljenző tömeg. Arthur feláll a kocsi tetejére és most először őszintén mosolyog. Az utolsó jelenetben Arthur az Arkham Elmegyógyintézetben ül és hangosan nevet a pszichológusa előtt. Mikor a nő visszakérdez, mi olyan vicces, a zavart férfi azt válaszolja: „Úgysem értené.” Arthurt rövidesen az intézmény dolgozói veszik üldözőbe, menekülés közben pedig véres lábnyomokat hagy maga után a terapeuta szobájából kilépve.

## Szereplők
| Szereplő                               | Színész             | Magyar hang      |
| -------------------------------------- | ------------------- | ---------------- |
| Arthur Fleck / Joker                   | Joaquin Phoenix     | Rátóti Zoltán    |
| Murray Franklin, talk-show műsorvezető | Robert De Niro      | Reviczky Gábor   |
| Sophie Dumond                          | Zazie Beetz         | Pálmai Anna      |
| Penny Fleck, Arthur anyja              | Frances Conroy      | Igó Éva          |
| Thomas Wayne, milliárdos               | Brett Cullen        | Mihályi Győző    |
| Alfred Pennyworth                      | Douglas Hodge       | Seress Zoltán    |
| Ted Marco                              | Marc Maron          | Jakab Csaba      |
| Garrity nyomozó                        | Bill Camp           | Hirtling István  |
| Burke nyomozó                          | Shea Whigham        | Schmied Zoltán   |
| Randall                                | Glenn Fleshler      | Berzsenyi Zoltán |
| Hoyt Vaughn                            | Josh Pais           | Vida Péter       |
| Bruce Wayne                            | Dante Pereira-Olson | Maszlag Bálint   |

## Háttér és forgatás

### Előzmények

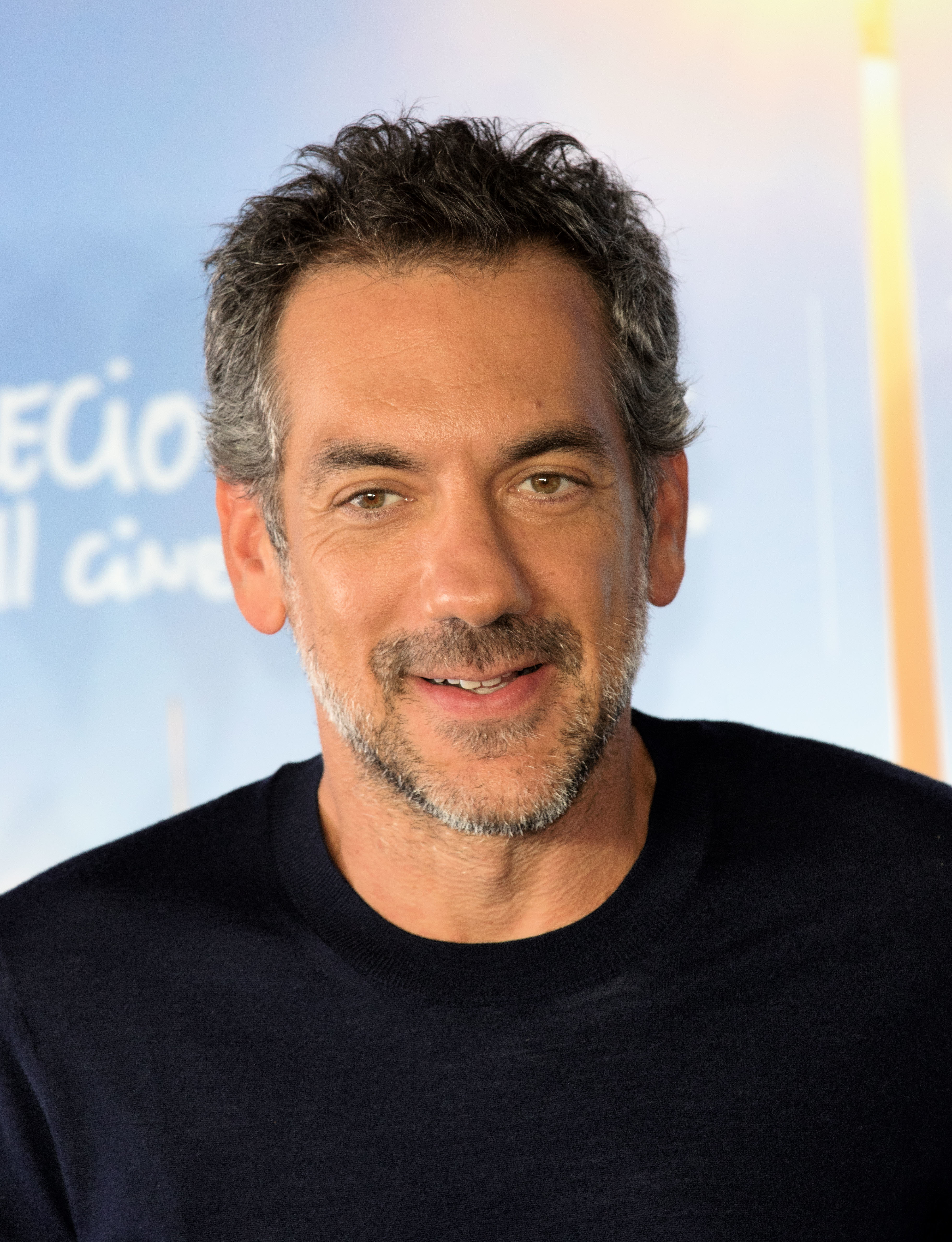
Todd Phillips 2016-ban

Joaquin Phoenix 2014 és 2015 között már jelezte, hogy szívesen játszana olyan karaktertörténetet bemutató filmben, amely olyan negatív képregényszereplőről szól, mint például a DC Comics Jokere. Phoenix korábban nem volt hajlandó elvállalni az univerzumhoz tartozó szerepeket, pedig a Marvel Comics egy-egy filmje előkészületekor ajánlatot tett neki a Hulkról és Doktor Strange-ről szóló adaptációjával kapcsolatban is. Phoenix ügynöke javaslatot tett egy találkozó megbeszélésére a Warner Bros.-szal, de Phoenix először ezt elutasította. Hasonlóképpen Todd Phillipsnek többször is felkínálták a lehetőséget képregény-adaptációk rendezésére, ő azonban mindig elutasította, mondván azok nem igazán esnek az érdeklődési körébe. Phillips szerint a Joker abból az ötletből született, hogy megpróbáljanak az addigiaktól eltérő, más hangvételű és életszagúbb képregényfilmet készíteni.
Phillips 2016-ban állt elő a film ötletével, a forgatókönyvet 2017-ben kezdte el írni Silverrel együtt. Inspirációt az 1970-es évek karaktertanulmányai és Martin Scorsese munkája, valamint a Batman: A gyilkos tréfa című képregény nyújtott. Ez utóbbit kivéve Phillips és Silver nem a képregények történeteiből keresett alapot a forgatókönyvhöz, illetve a karakterhez, sokkal inkább támaszkodtak saját elképzeléseikre. Phoenix 2018 februárjában csatlakozott a projekthez, a forgatás 2018 szeptembere és decembere közt zajlott New Yorkban, Jersey City-ben és Newarkban. A Joker lett az első olyan élőszereplős DC Comics-adaptáció, amely az Amerikai Mozgóképszövetségtől erőszakos tartalma miatt „R” besorolást kapott.
Phillips 2016 augusztusában, a Haverok fegyverben című film bemutatóján vetette fel először a film ötletét a Warner Brosnak. Azt javasolta, hogy a DC Films különítse el a filmet a Marvellel versengő filmes univerzumától és készítsenek egy önálló történetet. A szintén különálló történetként funkcionáló Wonder Woman 2017-es sikere után a filmstúdió beleegyezett az ötletbe. 2017 augusztusában a Warner Bros. és a DC Films nyilvánossá tette terveit a készülő művel kapcsolatban, bejelentették, hogy a filmet Phillips rendezi és a forgatókönyvet is ő írja, Scott Silverrel. Jared Leto, aki Suicide Squad – Öngyilkos osztagban alakította a szereplőt, nem örült neki, hogy az ő interpretációjától eltérő projekt készül.
2017 szeptemberére a Warner Bros. Leonardo DiCapriót akarta felkérni Joker szerepére, arra számítva, hogy Martin Scorsese személye – aki társproducerként vett részt a munkálatokban – meggyőző lesz az Oscar-díjas színész számára. DiCaprio végül elutasította a felkérést, 2018 februárjában pedig Joaquin Phoenixet szerződtették a címszerepre. Phillips később úgy nyilatkozott, hogy Phoenix volt az egyetlen színész, akit a szerep eljátszására fontolóra vett. Padraig Cotter, a Screen Rant internetes oldal szerkesztője megjegyezte, hogy a szereppel Phoenix korábbi terve is megvalósulhat, de elkerüli azt, hogy egy sorozatra kösse le magát a szerepben, ahogy az a korábbi Marvel-ajánlat esetén történt volna. A színész elmondta, hogy amikor értesült a film előkészületeiről, akkor izgatott lett, mondván korábban éppen egy ilyen projektet álmodott meg. Phoenix ennek ellenére egy ideig gondolkozott azon, hogy elkötelezze magát a szerep mellett, mivel az megfélemlítette őt: „[...] ezekben a filmekben gyakran megvannak ezek az egyszerűsített, reduktív archetípusok, és ez lehetővé teszi a közönség számára, hogy távolságot tartson ezektől a karakterektől, akárcsak a valós életben, ahol könnyű gonosznak titulálni valakit, és ezért azt mondani: „Hát, én nem vagyok az.”

### A forgatókönyv írása
Phillips és Silver 2017-ben írta a Joker forgatókönyvét, az írási folyamat körülbelül egy évig tartott. Emma Tillinger Koskoff producer szerint időbe telt, amíg a Warner Brostól jóváhagyták a történetet, részben a tartalommal kapcsolatos aggályok miatt. Phillips elmondta, hogy bár a forgatókönyv témái tükrözhetik a modern társadalmat, a filmnek nincs politikai célja. A Joker korábban már több filmben is megjelent, ám Phillips úgy vélte, mégis lehetséges új történetet alkotni a karakter főszereplésével. A The New York Timesnak adott interjújában elmondta, hogy ez a film egy más értelmezést ad a karakternek, hasonlatként felhozva William Shakespeare Macbeth című tragédiájának számos interpretációját.
A forgatókönyv olyan Scorsese-filmekből merít, mint a Taxisofőr, a Dühöngő bika és a A komédia királya, de alapjául szolgált az 1970-es évek karaktertanulmányai (mint a Serpico, a Száll a kakukk fészkére), Phillips Másnaposok trilógiája, valamint A nevető ember és több musical is. Utóbbi film, illetve Conrad Veidt játéka köztudottan a karakter megszületésében is meghatározó szerepet játszott. Phillips elmondta, hogy a hangvételétől eltekintve nem tartja különbözőnek korábbi munkáitól a filmet, így például a Másnaposoktól sem. Miközben a film premisszáját Alan Moore és Brian Bolland Batman: A gyilkos tréfa (1988) képregénye ihlette, amely a Jokert sikertelen stand-up komikusként ábrázolja, Phillips szerint a mű nem klasszikus képregényadaptáció, elsősorban nem azokból merít, hanem a forgatókönyvírók saját elképzeléseiből; kiválogatták a képregényekből azokat az elemeket, amelyek tetszettek nekik.
Phillips és Silver elvetette a legszélesebb körben ismert eredettörténetet, miszerint a karakter egy savval teli tartályba esik, mondván ez túl irreális. Phillips a lehető leghitelesebbnek akarta visszaadni Joker történetét, és mivel annak nincsen a képregényekben sem egy határozott eredettörténete, Phillipsnek és Silvernek jelentős kreatív szabadsága volt ezt illetően. Mindketten Phoenix szem előtt tartásával írták a forgatókönyvet: „A cél nem az volt, hogy Joaquin Phoenixet bevezessük a képregényfilmek világába. A cél az volt, hogy a képregényfilmeket vezessük be Joaquin Phoenix világába.”

### Szereposztás
A 2017-ben bemutatott Az Igazság Ligája kritikai és pénzügyi sikertelensége után 2018 januárjában Walter Hamada vette át Jon Berg helyét a Warner Bros DC-moziuniverzumának filmjeivel foglalkozó részlegének élén. Ezt követően a stúdió néhány tervezett filmet megtartott, néhány ötletet elvetett, miközben bejelentették, hogy a Joker-film forgatása várhatóan 2018 decemberében kezdődhet meg, kis költségvetéssel. Phoenix 2018 júliusában vállalta el a szerepet, miután Phillips négy hónapon át győzködte. Közvetlenül ezután a Warner Bros. hivatalosan is engedélyezte a film elkészítését, bejelentve, hogy a Joker című filmet 2019. október 4-én mutatják be.
Scorsese régi munkatársa, Koskoff csatlakozott, Scorsese viszont más kötelezettségek miatt kilépett a stábból és Az ír rendezésével foglalkozott elsősorban. Bejelentették azt is, hogy a film semmilyen szinten nem lesz hatással Jared Leto Jokerére, és hogy várhatóan ez lesz az első olyan DC-film, amely nem kapcsolódik a képregénykiadó filmes univerzumához. Zazie Beetz júliusban írt alá, Robert De Niro augusztusban kezdte meg a tárgyalásokat, viszont Frances McDormand elutasította a Joker anyja ábrázolására irányuló ajánlatot, ezt követően keresték meg Frances Conroyt. Július végén Marc Maron és Bryan Callen csatlakoztak a szereplői gárdához, míg Thomas Wayne szerepére augusztus 27-én Alec Baldwint szerződtették, ő azonban két nap múlva visszalépett, mert egyéb kötelezettségeivel ütközött a forgatási ütemterv. A helyét Brett Cullen vette át, mint a karakter megformálója.

### Forgatás

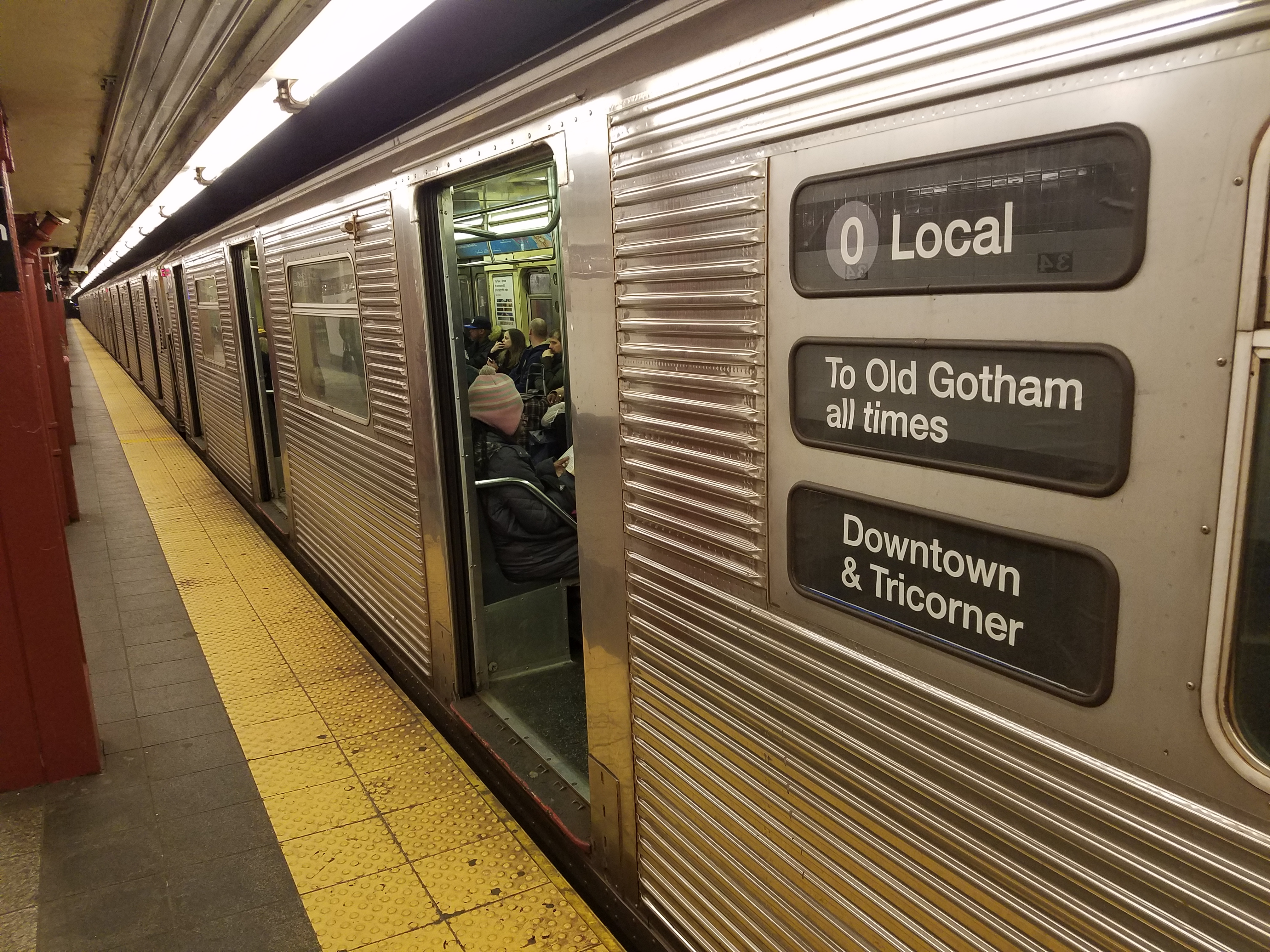
A New York-i metró és a filmben szereplő fiktív 0-s járat

A forgatás 2018 szeptemberében kezdődött New Yorkban, Romeo munkacím alatt. Röviddel a forgatás kezdete után bejelentették, hogy De Niro, Brett Cullen, Shea Whigham, Glenn Fleshler, Bill Camp, Josh Pais és Douglas Hodge csatlakoznak a stábhoz, és egyben azt is, hogy Cullen helyettesíti Baldwint. Bradley Cooper producerként csatlakozott a filmhez. Az operatőri munkát Lawrence Sher látta el, akivel Phillips korábban már dolgozott együtt a Másnaposok-filmekben. 2018. szeptember végén forgatták a rablási jeleneteket Queensben, a First Central takarékpénztárban.
Beetz szerint Phillips a teljes forgatókönyvet átírta a forgatás során. Phillips elmondta, hogy Phoenix a munkálatok közben néha leállt, mert elvesztette az önuralmát, kimerült, és össze kellett szednie magát – más szereplők kárára, akik úgy érezték, hogy ők hibáztak valamiben. De Niro erről azt mondta, hogy Phoenix „nagyon intenzíven összpontosít arra, amit csinál, hogy az olyan legyen, amilyennek lennie kell, hogy ő maga olyan legyen, amilyenek lennie kell”.
Szeptember 30-án a Newark Plank Roadon folytatódtak a munkálatok, míg a novemberi (november 9-én kezdődő) forgatás a Kennedy sugárúton fejeződött be. Newarkban október 13-tól három napon át forgattak. Röviddel az itteni munkálatok előtt a SAG-AFTRA nevű szakszervezet panaszt kapott arról, hogy a statiszták több mint három órán keresztül a vasúti személykocsikba voltak zárva a forgatás során. Ebben a hónapban Dante Pereira-Olson és Douglas Hodge is csatlakozott a stábhoz. November közepén a forgatás újra New Yorkban folytatódott. A munka 2018. december 3-án ért véget, amiről Phillips saját Instagram-oldalán is tett közzé fotókat.

### Utómunkálatok
Phillips 2019 márciusában megerősítette, hogy a film utómunkálatai még folyamatban vannak. A következő hónapban tartott CinemaConon kijelentette, hogy a film „még mindig formálódik”. Phillips azt is elmondta, hogy a filmet körülvevő legtöbb találgatás pontatlan vagy valótlan volt, melynek oka az volt, hogy „az eredettörténet olyan karakterről szól, amelynek nincs egy meghatározott eredettörténete”. Brian Tyree Henry-ről ebben az időszakban vált hivatalossá, hogy szerepet vállalt a filmben. A vizuális effektusokat a Scanline VFX és a Shade VFX biztosította Matthew Giampa és Bryan Godwin felügyelete mellett, míg a munkálatok általános felügyelője Erwin Rivera volt.
A film végleges költségvetése 55–64 millió dollár volt, amelyet a The Hollywood Reporter a képregény-alapú film tipikus költségvetésének „töredékének” jellemezte.  A teljes költségből 25 millió dollárt fedezett a torontói székhelyű Creative Wealth Media vállalata. A Joker lett az első élőszereplős Batman-film, amely R-minősítést kapott az Amerikai Mozgóképszövetségtől a „véresen erőszakos, zavaró viselkedésű és nyelvezetű, valamint rövid szexuális jelenetei miatt”.

## Filmzene
2018 augusztusában Hildur Guðnadóttir izlandi zenészt, zeneírót kérték fel a filmzene megkomponálására. Guðnadóttir a forgatókönyv elolvasása után kezdte el a zenét írni, találkozott Phillipsszel is, akinek „nagyon sok ötlete volt” arról, hogy a partitúra hogyan hangozzon. A Csernobil című minisorozat szintén általa komponált zenéjéhez képest Guðnadóttir szerint kihívás volt a Joker filmzenéjét elkészíteni, figyelembe véve a két film témája közötti éles különbséget.
A film zenéit 2019. október 2-án adta ki a WaterTower Music.

### Az album dalai
Az összes szám szerzője Hildur Guðnadóttir.
| 1.    | Hoyt's Office               | 1:24 |
| 2.    | Defeated Clown              | 2:39 |
| 3.    | Following Sophie            | 1:33 |
| 4.    | Penny in the Hospital       | 1:18 |
| 5.    | Young Penny                 | 2:01 |
| 6.    | Meeting Bruce Wayne         | 4:35 |
| 7.    | Hiding in the Fridge        | 1:23 |
| 8.    | A Bad Comedian              | 1:28 |
| 9.    | Arthur Comes to Sophie      | 1:39 |
| 10.   | Looking for Answers         | 0:51 |
| 11.   | Penny Taken to the Hospital | 1:49 |
| 12.   | Subway                      | 3:33 |
| 13.   | Learning How to Act Normal  | 1:17 |
| 14.   | Confession                  | 1:29 |
| 15.   | Escape from the Train       | 2:31 |
| 16.   | Call Me Joker               | 4:48 |
| 33:06 |                             |      |

## Forgalomba hozatal
A Joker premierje a 76. Velencei Nemzetközi Filmfesztiválon 2019. augusztus 31-én volt, ahol nyolc perces álló ovációt kapott és elnyerte az Arany Oroszlán díjat. A 2019. szeptember 9-ei Torontói Nemzetközi Filmfesztiválon is vetítették. A Warner Bros a mozikban való bemutatást október 4-ére tervezte, a sajtó képviselői számára tartott vetítést pedig 2019. szeptember 28-án tartották az Egyesült Államokban és egy nappal korábban Ausztráliában valamint többek között Magyarországon.
A filmet a coloradói Aurora városában nem vetítették, a 2012. július 20-án történt lövöldözés miatt, amely A sötét lovag – Felemelkedés című Batman mozifilm kora esti mozielőadásának megkezdését követően történt. A három áldozat családja levélben fordult ez irányú kérésével a Warner Broshoz. A Los Angeles-i Landmark Theatres megtiltotta a Joker-jelmez viselését, míg a Los Angeles-i és a New York-i rendőrség fokozott erőkkel biztosította a vetítéseket a térségi színházakban, bár elmondásuk szerint „semmilyen konkrét fenyegetést” nem kaptak.
DVD-n és Blu-rayen, valamint Ultra HD Blu-rayen 2019. december 17-én adják ki. Tervek szerint a 2020-ban induló HBO Max szolgáltatásában is elérhető lesz.

### Marketing
Phillips többször is népszerűsítette a filmet azzal, hogy Instagram-oldalán fényképeket tett közzé a forgatásról. 2019. április 2-án a CinemaConon Phillips bemutatta a film első előzetesét, amely tartalmazza Jimmy Durante feldolgozásában a Smile című dalt, és amelyet másnap online jelentettek meg. A ComicBook.com oldalon jegyzett írásában Jenna Anderson inkább pszichológiai thrillernek, mint képregényfilmnek minősítette a Jokert. Mark Hamill, aki a karakter hangját kölcsönözte sok más adaptáció mellett az 1992-es Batman: A rajzfilmsorozatban is, Twitter-posztjában lelkesen fogadta az első előzetest, amelyet a kritikusok sötétnek írtak le, míg a rajongók dicsérték Phoenix játékát. Néhány rajongói hozzászólásban a filmet ezt követően összehasonlították a Taxisofőrrel, és a Rekviem egy álomért című filmmel. Az előzetest több mint nyolcmillióan tekintették meg a közzétételt követő első néhány órában.
2019. augusztus 25-én Phillips több rövid üzenetet is közzétett, kisebb kulisszatitkokat elárulva a filmről, majd bejelentette, hogy a második előzetes augusztus 28-án jelenik meg. Kevin Smith elismerését fejezte ki az előzetesről, és dicsérte a film eredetiségét.

## Fogadtatás

### Bevételek
2019 augusztusában a BoxOffice magazin elemzője, Shawn Robbins azt írta, elvárja, hogy a Joker 60–90 millió dollár bruttó bevételt termeljen a nyitó hétvégén Észak-Amerikában. A film premierjét követően a BoxOffice azt jósolta, hogy a Joker belföldi piacon 70–95 millió dollárral nyithat. Később 85–105 millió dollárra módosítva ezt a becslését, Roberts úgy vélekedett, hogy a film meghaladhatja akár a 100 millió dolláros bevételt és ezzel megdöntheti a zsáneren belüli rekordot, amelyet a 2018-as Venom című film 80 millió dollárral tartott az adott hónapon belüli nyitóhétvégéket tekintve. Ugyanakkor a Comscore vezető média elemzője, Paul Dergarabedian úgy gondolta, hogy a film közelebb lesz az 50 millió dolláros bevételhez, mert „nem tipikus képregényfilm”. Három héttel a megjelenés előtt hivatalos filmipari elemzések szerint a film 65–80 millió dollárral debütál, néhány becslés szerint akár a 90 millió dolláros bevételt is elérheti a nyitó hétvégén. A Joker végül felülmúlva a várakozásokat nem csak műfajában, hanem minden filmet figyelembe véve döntött rekordot és minden idők legjobb októberi nyitóhétvégi teljesítményét érte el Észak-Amerikában, 93,5 millió dollár értékben.
Megjelenésének hetén az Atom Tickets bejelentette, hogy a film előzetes eladásainak összege meghaladta a Venom és az Az – Második fejezet (91,1 millió dolláros bevétellel debütált) számait, és hogy Joker volt a második legkelendőbb R-besorolású film a John Wick: 3. felvonás – Parabellum bemutatása óta. A csütörtök esti vetítésekből 13 millió dollár bevételre tett szert, ezzel megdöntötte a Venom 10 millió dolláros csúcsát.
A film világszerte várható bevételét körülbelül 155 millió dollárra becsülték a nyitó hétvégére vonatkozóan, beleértve 75 millió dollárt 73 tengerentúli országból. Első napján négy országból 5,4 millió dollárt, a másodikon pedig 47 országból 18,7 millió dollárt termelt. Magyarországon a nyitóhétvégén több mint 100 ezer ember nézte meg a mozikban, ezzel 155 358 191 forintos bevételt hozott a film, 101 383 jegy eladásával.
A Joker karrierrekordot hozott Phoenix, Phillips és De Niro számára is, és a második legnagyobb bevételű debütáló hétvégét produkálta az „R” besorolású filmek kategóriájában a filmtörténetben. A második hétvégéjén 55,9 millió dollárt termelt, harmadik hétvégéjén pedig 29,2 millió dollárt keresett az Egyesült Államokban, második helyezettként a Demóna: A sötétség úrnője című film mögött.
Bevételi szempontból a legjobb eredményeit Dél-Koreában (a Warner Bros. rekordot döntött 16,3 millió dollárral), az Egyesült Királyságban (14,8 millió dollár), Mexikóban (13,1 millió dollár) és Japánban (7 millió dollár) érte el. Ezzel a Joker az októberben bemutatott  legjobb film lett. Előzetesen az első hétvégére kalkulált 155 millió dolláron felül további 125,7 millió dollárt keresett világszerte a második hétvégéjén, a harmadikon pedig 77,9 millió dollárt. Ekkor elemzők úgy nyilatkoztak, ebben az ütemben haladva a Joker lehet a filmtörténet legnagyobb bruttó bevételére szert tevő „R” kategóriás filmje, amely rekordot később 849 millió dolláros bevételével el is érte, megelőzve a Deadpool második részét, amely 783 millió dollárral tartotta a rekordot. Öt héttel a bemutatása után Észak-Amerikában 304,2 millió dolláros, míg világviszonylatban 953 millió dolláros bevételre tett szert a film, ezzel pedig költségvetését tekintve 15,3-szoros hasznot hozott a DC Filmsnek és a Warnernak, amivel megdöntötte a képregényfilmek bevételi rekordját, megelőzve az 1994-ben bemutatott A Maszk című filmet. November 15-én a Joker átlépte az egymilliárd dolláros bevételi álomhatárt, ami első korhatáros filmként sikerült Todd Phillips alkotásának.
A magyar mozikban bemutatását követően négy hétig a nézettségi ranglista élén állt 369 519 nézővel és 538 509 490 forintos bevétellel.

#### Rekordok
Bemutatását követően a film több addigi bevételi rekordot is megdöntött:
| Bevételi rekord                                                                                         | Dátum               | Előző rekordtartó              | Dátum és bevétel            | Forrás                  |
| --- | ------------------- | ------------------------------ | --------------------------- | ----------------------- |
| Minden idők legnagyobb nyitóhétvégés bevétele október hónapban az Egyesült Államokban és Kanadában      | 96 millió dollár    | Venom                          | (2018, 80,3 millió dollár)  | [ 108 ]                 |
| Minden idők legnagyobb bevétele október hónapban az Egyesült Államokban és Kanadában a bemutatás napján | 39 millió dollár    | Halloween                      | (2018, 33 millió dollár)    | [ 109 ]                 |
| A legtöbb moziban vetített film október hónapban                                                        | 4374 mozi           | Venom                          | (2018, 4350 mozi)           | [ 108 ]                 |
| A legnagyobb bevételű nyitóhétvége a nemzetközi piacon                                                  | 140,5 millió dollár | Venom                          | (2018, 127,2 millió dollár) | [ 108 ] [ 110 ]         |
| Az IMAX legmagasabb októberi nyitóhétvégéje                                                             | 9 millió dollár     | Doctor Strange                 | (2016, 7,6 millió dollár)   | [ 108 ] [ 110 ]         |
| A legmagasabb októberi nyitóhétvégés bevétel a nemzetközi piacon                                        | 248,2 millió dollár | Venom                          | (2018, 207,3 millió dollár) | [ 108 ] [ 110 ]         |
| A legmagasabb csütörtöki bevétel október hónapban az Egyesült Államokban és Kanadában                   | 13,3 millió dollár  | Venom                          | (2018, 10 millió dollár)    | [ 111 ] [ 112 ]         |
| A legmagasabb pénteki bevétel október hónapban az Egyesült Államokban és Kanadában                      | 39 millió dollár    | Halloween                      | (2018, 33 millió dollár)    | [ 113 ] [ 114 ]         |
| A legmagasabb szombati bevétel október hónapban az Egyesült Államokban és Kanadában                     | 32 millió dollár    | Halloween                      | (2018, 27 millió dollár)    | [ 114 ]                 |
| A legmagasabb vasárnapi bevétel október hónapban az Egyesült Államokban és Kanadában                    | 24 millió dollár    | Venom                          | (2018, 21 millió dollár)    | [ 114 ]                 |
| A legmagasabb hétfői bevétel október hónapban az Egyesült Államokban és Kanadában                       | 9,72 millió dollár  | Venom                          | (2018, 9,63 millió dollár)  | [ 115 ]                 |
| A legmagasabb keddi bevétel október hónapban az Egyesült Államokban és Kanadában                        | 13,9 millió dollár  | Venom                          | (2018, 8,2 millió dollár)   | [ 116 ]                 |
| A legmagasabb szerdai bevétel október hónapban az Egyesült Államokban és Kanadában                      | 9,6 millió dollár   | Michael Jackson's This Is It   | (2009, 7,4 millió dollár)   | [ 114 ] [ 117 ]         |
| A legmagasabb csütörtöki bevétel október hónapban az Egyesült Államokban és Kanadában                   | 8,3 millió dollár   | Gravitáció                     | (2013, 5,3 millió dollár)   | [ 118 ] [ 119 ]         |
| Október hónap legmagasabb bevételű első hétvégés filmje                                                 | 137,7 millió dollár | Venom                          | (2018, 107 millió dollár)   | [ 120 ]                 |
| Legnagyobb bruttó bevétel második hétvégén október hónapban                                             | 55 millió dollár    | Gravitáció                     | (2013, 43,1 millió dollár)  |                         |
| Legnagyobb bruttó bevétel második héten október hónapban                                                | 55,8 millió dollár  | Gravitáció                     | (2013, 43,1 millió dollár)  | [ 121 ]                 |
| A filmtörténet legmagasabb bevételét hozó R besorolású filmje                                           | 849,1 millió dollár | Deadpool 2.                    | (2018, 785 millió dollár)   | [ 122 ] [ 123 ]         |
| A legnagyobb októberi bevételt hozó film az Egyesült Államokban és Kanadában                            | 277,6 millió dollár | Gravitáció                     | (2013, 274,1 millió dollár) | [ 124 ] [ 125 ]         |
| A legnagyobb bevételt hozó 16+ besorolású filmje Izraelben                                              | >4,8 millió dollár  | Deadpool                       | (2016, 2,4 millió dollár)   | [ 126 ] [ 127 ]         |
| Legnagyobb bevétel október hónapban Izraelben                                                           | >4,8 millió dollár  | Skyfall                        | (2012, 4,8 millió dollár)   | [ 126 ] [ 128 ]         |
| A legnagyobb nyitóhétvégés bevételt hozó NC16-kategóriájú film Szingapúrban                             | 1,89 millió dollár  | Deadpool                       | (2016, 1,76 millió dollár)  | [ 129 ] [ 130 ] [ 131 ] |
| A legnagyobb bevételt hozó NC16-kategóriájú film Szingapúrban                                           | 3,94 millió dollár  | Vonat Busanba – Zombi expressz | (2016, 3,93 millió dollár)  | [ 132 ] [ 133 ]         |

### Kritikai visszhang

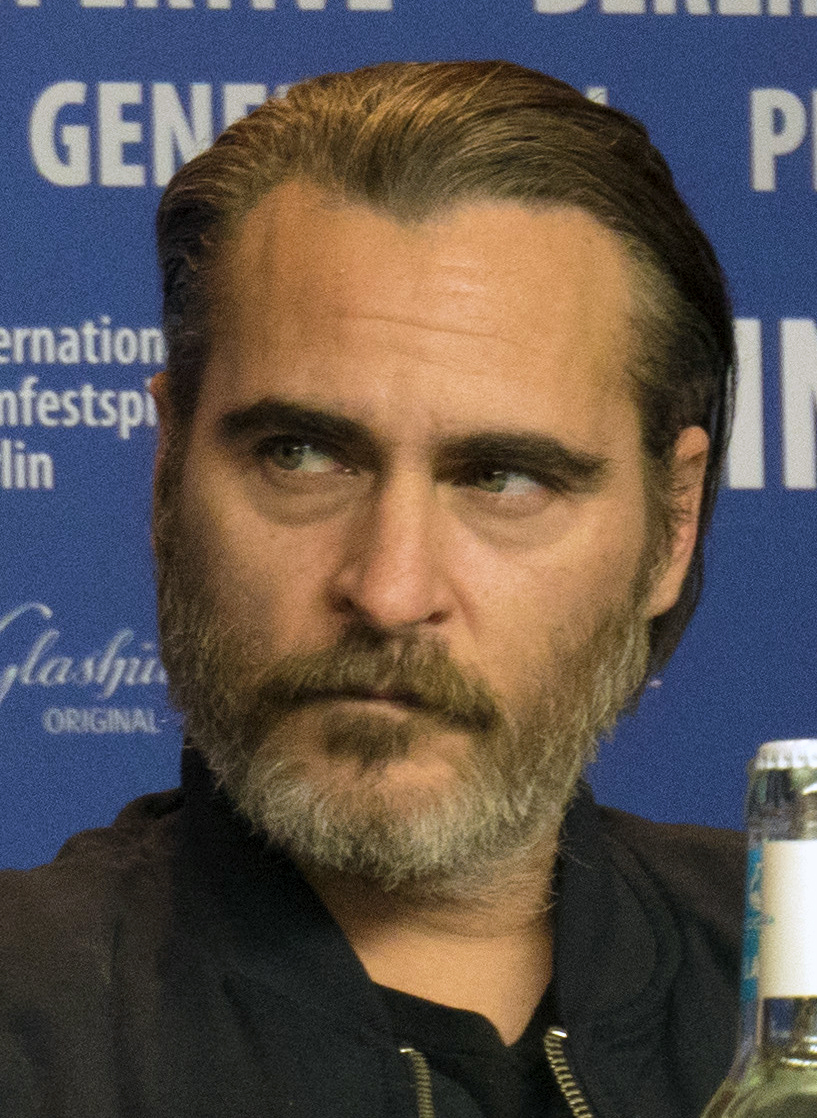
Joaquin Phoenix kivívta a kritikusok elismerését Jokerként nyújtott alakításával.

A Rotten Tomatoes filmekkel kapcsolatos kritikákat gyűjtő weboldal 375 kritikus véleménye alapján 69%-os, 7.35/10-es pontszámú értékelést adott a filmnek. A webhely kritikai konszenzusa a következő: „A Joker hírhedt központi szereplőjének hűvösen hihető eredettörténetet ad, és sötét evolúcióval szolgál a képregény-ihlette mozifilmek számára.” A súlyozott átlagot használó Metacritic weboldal 55 kritika alapján 100-ból 58 pontot adott a filmnek, ami „vegyes vagy átlagos értékelést” jelent.  A CinemaScore által megkérdezett közönség átlagosan „B +” besorolást adott a filmre az A-tól F-ig terjedő skálán.
Az IGN-re írt kritikájában Jim Vejvoda maximum pontszámot adott a Jokernek a film leírásában megemlítve, hogy „ugyanúgy működik, mint egy magával ragadó karakterkutatás, anélkül, hogy a DC Comics csapdájába esne” [...] Joaquin Phoenix Joker-előadását magával ragadónak és „Oscar-díjra méltónak” írta le.
Hasonlóképpen Xan Brooks, a The Guardianban szintén maximális pontszámot adott a filmnek – „dicsően merésznek és robbanásveszélyesnek” nevezve, és értékelte, hogy Phillips hogyan használta a Scorsese-filmek elemeit egy eredeti történet létrehozásához. Owen Gleiberman amerikai filmkritikus a Variety magazinban azt írta: „Phoenix megdöbbentő, mint egy mentálisan beteg geek, aki Todd Phillips taxisából a Joker gyilkos bohócává válik: a ritka képregény film, amely kifejezi a való világban zajló eseményeket.”
A ComicBook.comon  Brandon Davis úttörőnek nevezte a filmet a képregény-adaptációk világában és félelmesebbnek találta a legtöbb 2019-es horrorfilmnél. Davis kedvező összehasonlítást tett a 2008-as A sötét lovaggal, dicsérve a film történetét és a színészi játékokat. Pete Hammond a Deadline Hollywoodban arról írt, hogy szerinte a film újradefiniálja Jokert. Hammond emellett dicsérte a történetet és az előadásokat, összefoglalva pedig azt írta „ez a filmgyártás egyik bravúros darabja, amely olyan világnak szól, amelyben valójában élünk, oly módon tálalva, ahogy azt kevés film teszi manapság”. Peter Travers filmkritikus, újságíró a Rolling Stone magazinban Phoenix színészi alakítását emelte ki, amelyet „egyszerűen félelmetesnek” írt le.
David Ehrlich (IndieWire) vegyesebb kritikával szolgált, a filmnek „C +” osztályzatot adott. Véleménye szerint a Joker a Sötét lovag óta  a legmerészebb és legizgalmasabb szuperhős film, de ugyanakkor „zavart és potenciálisan mérgező”. Ehrlich úgy gondolta, hogy a film boldoggá fogja tenni a DC-rajongókat és dicsérte Phoenix teljesítményét, ám kritizálta Phillips rendezői munkáját és az eredetiség hiányát. Kritikusabb áttekintést írt Glenn Kenny, a RogerEbert.com oldalon, aki a lehetséges négyből két csillagot adott a filmnek. Bár dicsérte a színészi játékokat, úgy gondolta, hogy a történet önmagában is működik, kritizálta a társadalomkritikát tartalmazó részeket és Phillips elképzelését. A filmet túl deriváltnak találta, és úgy gondolta, hogy a hangsúly „kevésbé a szórakoztatáson van, mint inkább az önfontosság igazolásán, létrehozásán”. A Time magazinban Stephanie Zacharek negatív hangú kritikát írt, amelyben mind a történetet, mind pedig Phoenix alakítását is bírálta. Mint írta, a cselekmény nem létezik, „csak ostobán serdülő módon sötét” és „hamis filozófiával töltött”. Glen Weldon a National Public Radio műsorában kifejtette, hogy szerinte a filmben nincs innováció, és hogy Joker szimpatikus szerepe „vadul meggyőzőtlen és vidáman érdektelen”. Weldon véleménye szerint a Joker túl keményen próbál eltérni a képregények világától, és ennek eredményeként olyan filmek utánzataként jelenik meg, mint a Taxisofőr. Peter Bradshaw, a The Guardianban a „leginkább csalódást okozó filmnek” nevezte és amellett, hogy kiemelte Phoenix alakítását, kritizálta az erőszakos magatartásra való motiváció bemutatását és ahogy a filmben bemutatják a kapitalizmus által előidézett társadalmi szétszakadást és a karakter ez elleni állítólagos harcát.
Magyarországon többségében pozitív kritikával fogadták a filmet. Stöckert Gábor az Index.hu oldalon azt írta, a Joker egy kőkemény karakterdráma az elejétől a végéig. Véleménye szerint a film több korábbi képregény-adaptáció konvenciójával szembe ment, felrázta és forradalmasította a műfajt. Joaquin Phoenix játékát kiemelte, úgy fogalmazott, az Heath Ledger alakításához képest is szintlépést jelentett. Kránicz Bence a 24.hu hírportálon megjelent kritikájában összehasonlította a film helyszínéül szolgáló Gotham City-t, annak a rendező által való megrajzolását több korábbi filmmel. Kiemelte, hogy a film hangulata az 1970-es évek végét és 1980-as évek elejét idézi és mint írta, a történet voltaképpen a Taxisofőr átértelmezése. Joaquin Phoenix alakítását hátborzongatóan profinak írta le. Pál Loránd az fmc.hu oldalon jegyzett kritikájában az évtized alkotásának nevezte a filmet. Péter Zsombor, az Origo.hu oldalán következetesen zavarba ejtőnek nevezte a cselekményt, és mint írta teljesen felesleges a Jokert a szuperhősfilmekhez hasonlítani, mert ez a film teljesen más. Christopher Nolan Batman-trilógiájával összehasonlítva megjegyezte, ez a fajta karakterábrázolás annál is sokkal szigorúbb. Kritikájában ő is megjegyezte, a Joker leginkább egy emberközpontú, bőr alá kúszó krimi-dráma.

### A film társadalmi kérdéseket feszegető témái

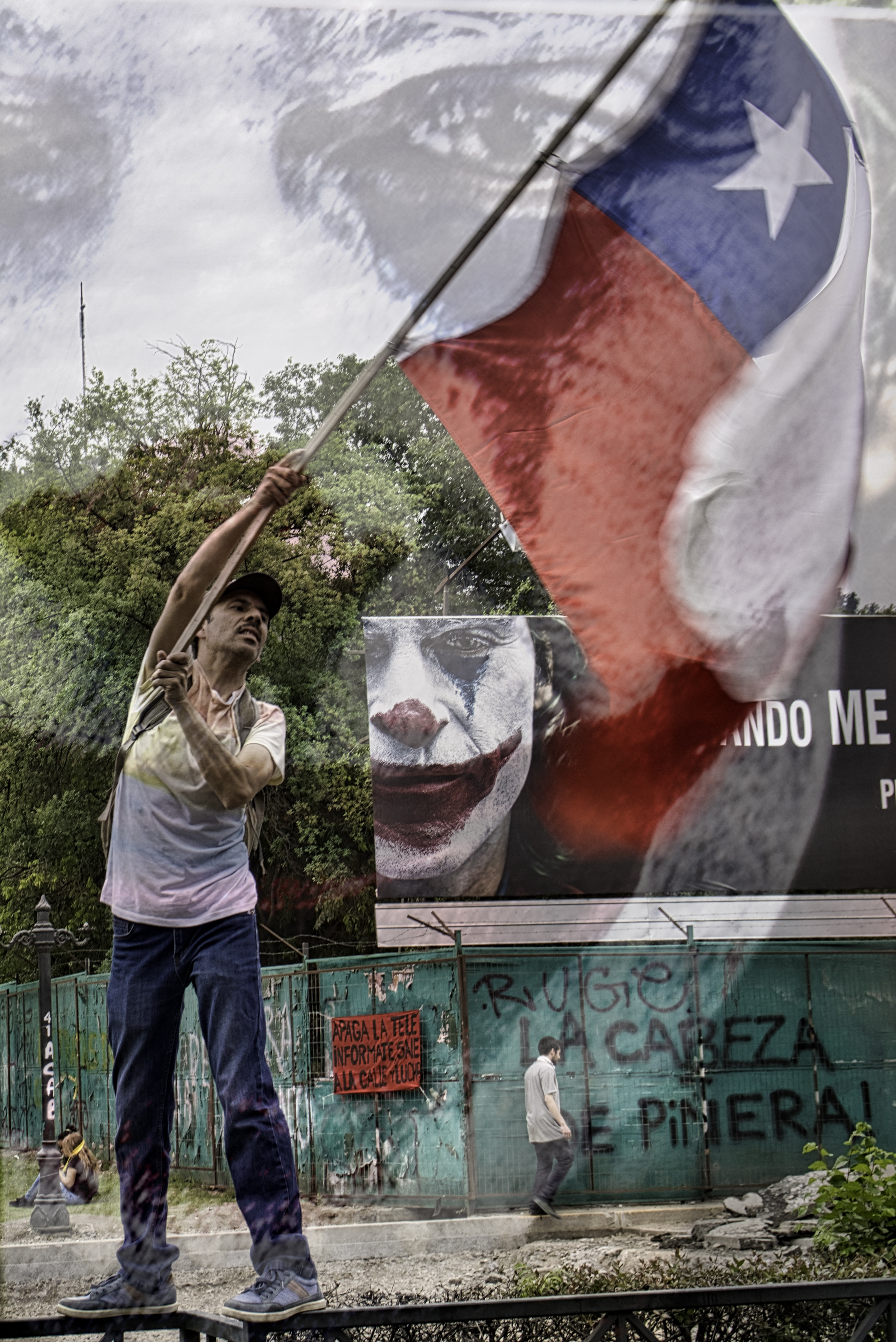
A film, illetve a főhős karaktere sok országban inspirációt jelentett a szegény társadalmi rétegekben élőknek

A Joker a mentális betegségek és azok következményeinek témájával foglalkozik. Christina Newland a The Guardianban figyelmeztető történetként írta le – a társadalom tudatlansága és nemtörődömsége a kevésbé szerencsésekre nézve olyan személyt hoz létre, mint Joker. Stephen Kent, a The Washington Examinerben írt cikkében Arthur Flecket a tömegben megbúvó lövöldözők, gyilkosok és mentálisan beteg emberek közös aspektusainak összekeverésével írta le, figyelmeztetve, hogy a társadalom olyan férfiakkal van tele, mint Joker. Chauncey K. Robinson a People's Worldben azt írta, hogy a film „finom vonalat húz a feltárás és az érvényesítés között” Joker karakterével, és „végül” a rendszert egy olyan személlyel állítja szembe önvizsgálatra, amelyet saját maga hozott létre.
Néhány kritikus, újságíró aggodalmát fejezte ki amiatt, hogy túl pozitívan állítják be a karaktert, emiatt pedig a való életben hasonló gondokkal küzdő embereket ez ugyanúgy erőszakra, gyilkolásra ösztönözheti. Richard Lawson kritikus és író a Vanity Fair magazinban a filmet túl együttérzőnek találta az olyan emberekkel szemben, akik súlyos bűncselekményeket követnek el, és hogy a filmben bemutatott szociálpolitikai ideológiák sokkal könnyebben „azonosíthatók” azok számára, akik iskolákban, koncerteken vagy templomokban lövöldöznek. Jim Geraghty, a National Review oldalain azt írta: „[...]attól tartok, hogy az Amerikában élő dühös, paranoiás, érzelmileg instabil emberek egy bizonyos része figyelni fogja ahogy Joaquin Phoenix őrületbe süllyed és vágyakozni fog arra, hogy visszatérjen a társadalomba, a lehető legtöbb embert bántalmazva és felkiáltva: Végre valaki megért engem!”
2019. szeptember 18-án az Amerikai Egyesült Államok Hadserege figyelmeztető e-maileket küldött a filmet vetítő mozikba a lehetséges erőszakról, és felhívta a figyelmet a Joker-karakter népszerűségét az incel-közösség körében. Egyes értesülések szerint a hadsereg „hiteles” információkat kapott a texasi bűnüldöző szervektől „egy ismeretlen filmszínházat célzó támadásról” a vetítések során. A Deadline Hollywood szerint azonban az FBI és az Egyesült Államok Belbiztonsági Minisztériuma nem találtak hitelesnek ezeket a fenyegetéseket.  A TheWrap internetes oldalnak adott interjújában Phillips meglepettségét fejezte ki a film körüli negatív hírek miatt, míg Phoenix félbeszakította a The Telegraph-nak adott interjúját amikor arról kérdezték, hogy a film ösztönzőleg hat-e egy esetleges lövöldözésre. Ezt követően az újságírókat kitiltották a Hollywood Walk of Fame-en, a TCL Chinese Theatre-ben tartott premierről és csak a fotósokat engedték be oda. A Warner Bros. a Variety-nek tett nyilatkozata szerint „sok mindent mondtak a Jokerről, úgy érezzük, itt az ideje, hogy az emberek megtekintsék a filmet”.
Adrian Raine, brit kriminológus is kommentálta Joker ábrázolását: „Meglepően pontos ábrázolása volt annak a környezetnek és körülményrendszernek, amik egy gyilkost megteremthetnek[...]Be kell szereznem majd ezt a filmet, hogy klipeket készíthessek belőle illusztráció gyanánt. Kiváló oktatási eszköz válhat belőle a gyilkossá válás kapcsán. Ez ledöbbentett.”
Az 5 Csillag Mozgalom 2019 októberi rendezvényén Beppe Grillo Joker-sminkben mondott beszédet.
Micah Uetricht, a Jacobin magazin ügyvezető igazgatója a The Guardianban úgy nyilatkozott, sokkolta, hogy a média nem érti a film üzenetét: "Meglehetősen egyértelmű és elítélő állásfoglalást kaptunk az amerikai megszorításról, az hogyan hagyja magára a kiszolgáltatott embereket, és hogy ennek a szükséges segítségnyújtás nélkül akár ilyen következményei is lehetnek."
Kamran Ahmed pszichiáter rámutatott Arthur gyermekkorának befolyásoló tényezőire, például a szülői visszaélésekre, és rámutatott, hogy a mentális betegségek egy jelentős része valami gyermekkori trauma miatt alakul ki. Imani Walker, amerikai pszichiáter, aki ismert az amerikai Bravo televíziós sorozatból is és mentális rendellenességekkel küzdő erőszakos bűnözőkkel dolgozik, elemezte Arhur filmbéli viselkedését, kiemelve, hogy az mielőtt erőszakos eszközökhöz folyamodott volna, megpróbált segítséget kérni az őt körülvevőktől, de azok, jellemzően a valós társadalmi normákhoz, megtagadták tőle azt.
Október végén a világ számos pontján, így Hongkongban, Libanonban, Irakban és Chilében is tüntettek emberek Joker-sminket festve az arcukra.
A 2019-es libanoni tüntetések során graffitisek egy csoportja festett falra egy Jokert ábrázoló képet, amely Molotov-koktélt tart a kezében, miközben Bejrútban sokan Joker-sminkben tüntettek az utcákon. A chilei Los Ángelesben a 2019-es chilei tüntetések során egy szobor lábánál a Gotham City tüntetői által is használt, "Mindannyian bohócok vagyunk" feliratú táblákat kezükben tartva demonstráltak. Hongkongban a tüntetők reakcióját látva rendeletileg megtiltották az olyan maszkok nyilvános viselését, amelyek kitalált karaktereket, így például Jokert ábrázolják.

### A szuperhősfilm-iparág reakciója a filmre
A film pozitív reakciókat váltott ki az iparág szereplőiből. A DC Comics képregényrajzolója és kiadóvezetője, Jim Lee intenzívnek és nyersnek jellemezte, dicsérte azért, hogy hű maradt a karakterhez, annak ellenére, hogy nagyrészt eltért a forrásanyagtól. Mark Hamill, Joker népszerű szinkronhangja, aki animációkban és videojátékokban adta hangját a gyilkos bohócnak, úgy vélekedett, hogy a film ragyogóan tárta fel a karakter történetét.
Michael Moore filmrendező „filmes remekműnek” nevezte a Jokert, míg Josh Brolin, aki Thanos karakterét játszotta a Marvel Bosszúállók-sorozatában, úgy nyilatkozott, hogy a film erőteljesen ábrázolja, milyen az, ha valakinek élete során valami traumatikus dolgon vagy dolgokon kell átesnie, és mivel ez a legtöbb emberrel megtörténik, előfordulhat, hogy ez együttérzést vált ki a nézőből a karakterrel szemben.

## Díjak és jelölések

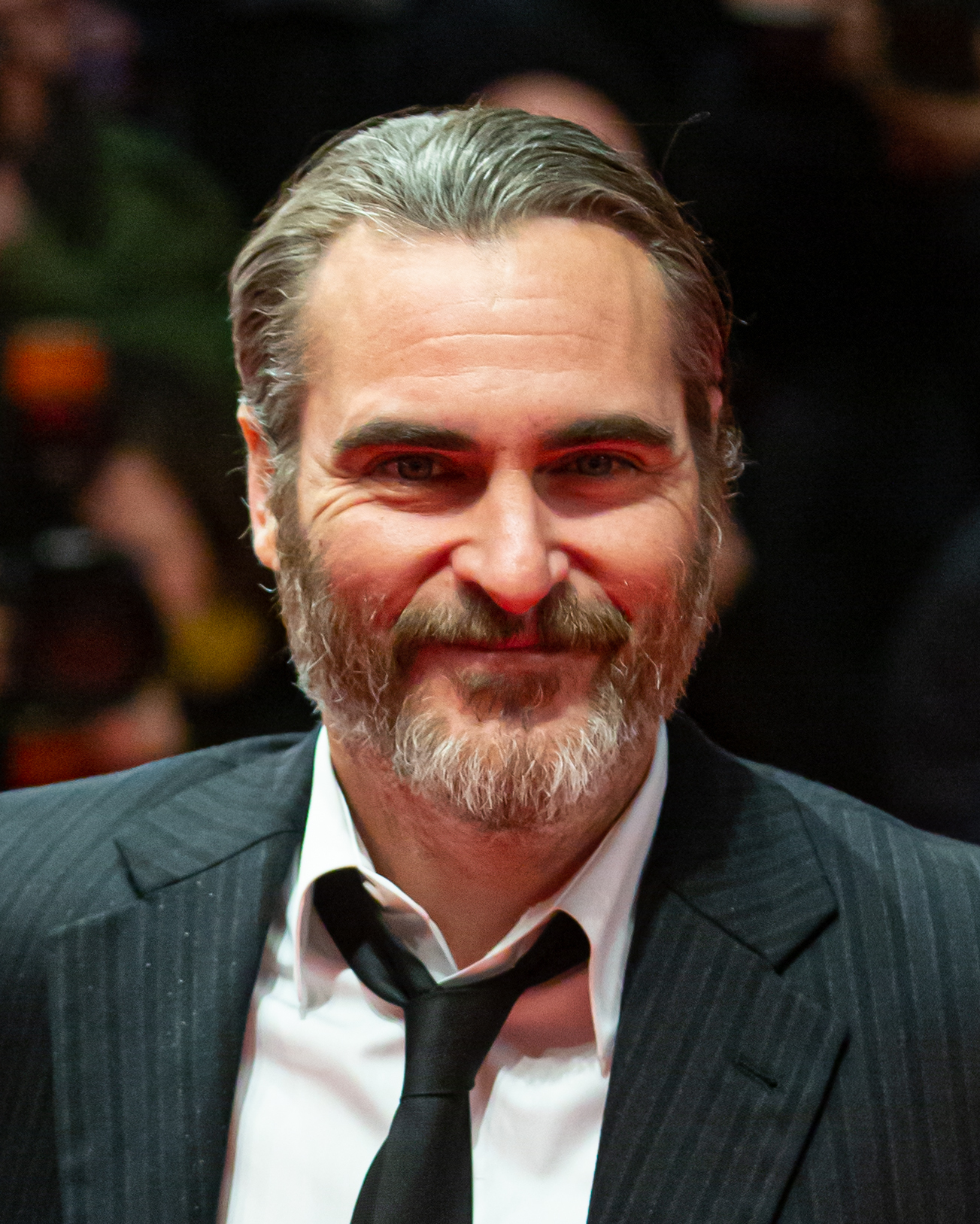
Joaquin Phoenix minden fontosabb filmes díjat elnyert alakításáért, több vélemény szerint pályája legjobb teljesítményét nyújtva Arthur Fleck/Joker szerepében.

A Joker elnyerte a 76. Velencei Nemzetközi Filmfesztivál fődíját, az Arany Oroszlán díjat. A film négy jelölést kapott a 77. Golden Globe-gálára, legjobb filmdráma, legjobb férfi főszereplő, legjobb rendező és legjobb eredeti filmzene kategóriákban. Hét jelölést kapott a 25. alkalommal megrendezésre kerülő Critics' Choice Awards díjátadó gálájára, köztük a legjobb forgatókönyv és a legjobb férfi színész kategóriában. Az Amerikai Filmintézet 2019 tíz legjobb filmje közé sorolta.
A 92. Oscar-gálára 11 jelölést kapott, közte a legjobb film, a legjobb rendező (Phillips) és a legjobb férfi főszereplő (Phoenix) kategóriában, amivel megdöntötte A sötét lovag korábbi nyolc nominációs rekordját a képregény alapú film által elnyert legtöbb jelölés tekintetében. A 73. BAFTA-gálán a film három díjat nyert, Phoenix a legjobb férfi főszereplő díját nyerte el, míg a Joker a legjobb casting és a legjobb filmzene kategóriában lett első Shayna Markowitz és Hildur Guðnadóttir révén. A 77. Golden Globe-gála során végül két kategóriában, a legjobb eredeti filmzene és a legjobb férfi főszereplő – filmdráma lett első Todd Phillips alkotása.
A 2020. február 9-én megtartott Oscar-gálán két díjat nyert el a fim, Joaquin Phoenix és Hildur Guðnadóttir a Filmművészeti és Filmtudományi Akadémia elismerését is átvehette.
| Díj                               | Díjátadó ceremónia                    | Kategória                            | Jelölt(ek)                                                   | Eredmény | Forrás          |
| --------------------------------- | ------------------------------------- | ------------------------------------ | ------------------------------------------------------------ | -------- | --------------- |
| Oscar-díj                         | 92. Oscar-gála                        | legjobb film                         | Bradley Cooper, Todd Phillips, Emma Tillinger Koskoff        | Jelölve  | [ 184 ] [ 185 ] |
| Oscar-díj                         | 92. Oscar-gála                        | legjobb rendező                      | Todd Phillips                                                | Jelölve  | [ 184 ] [ 185 ] |
| Oscar-díj                         | 92. Oscar-gála                        | legjobb adaptált forgatókönyv        | Todd Phillips, Scott Silver                                  | Jelölve  | [ 184 ] [ 185 ] |
| Oscar-díj                         | 92. Oscar-gála                        | legjobb férfi főszereplő             | Joaquin Phoenix                                              | Elnyerte | [ 184 ] [ 185 ] |
| Oscar-díj                         | 92. Oscar-gála                        | legjobb operatőr                     | Lawrence Sher                                                | Jelölve  | [ 184 ] [ 185 ] |
| Oscar-díj                         | 92. Oscar-gála                        | legjobb smink                        | Nicki Ledermann, Kay Georgiou                                | Jelölve  | [ 184 ] [ 185 ] |
| Oscar-díj                         | 92. Oscar-gála                        | legjobb jelmez                       | Mark Bridges                                                 | Jelölve  | [ 184 ] [ 185 ] |
| Oscar-díj                         | 92. Oscar-gála                        | legjobb vágás                        | Jeff Groth                                                   | Jelölve  | [ 184 ] [ 185 ] |
| Oscar-díj                         | 92. Oscar-gála                        | legjobb eredeti filmzene             | Hildur Guðnadóttir                                           | Elnyerte | [ 184 ] [ 185 ] |
| Oscar-díj                         | 92. Oscar-gála                        | legjobb hangvágás                    | Alan Robert Murray                                           | Jelölve  | [ 184 ] [ 185 ] |
| Oscar-díj                         | 92. Oscar-gála                        | legjobb hangkeverés                  | Tom Ozanich, Dean Zupancic, Tod Maitland                     | Jelölve  | [ 184 ] [ 185 ] |
| BAFTA-díj                         | 73. BAFTA-gála                        | legjobb film                         | Bradley Cooper, Todd Phillips, Emma Tillinger Koskoff        | Jelölve  | [ 186 ] [ 187 ] |
| BAFTA-díj                         | 73. BAFTA-gála                        | legjobb rendező                      | Todd Phillips                                                | Jelölve  | [ 186 ] [ 187 ] |
| BAFTA-díj                         | 73. BAFTA-gála                        | legjobb adaptált forgatókönyv        | Todd Phillips, Scott Silver                                  | Jelölve  | [ 186 ] [ 187 ] |
| BAFTA-díj                         | 73. BAFTA-gála                        | legjobb férfi főszereplő             | Joaquin Phoenix                                              | Elnyerte | [ 186 ] [ 187 ] |
| BAFTA-díj                         | 73. BAFTA-gála                        | legjobb filmzene                     | Hildur Guðnadóttir                                           | Elnyerte | [ 186 ] [ 187 ] |
| BAFTA-díj                         | 73. BAFTA-gála                        | legjobb casting                      | Shayna Markowitz                                             | Elnyerte | [ 186 ] [ 187 ] |
| BAFTA-díj                         | 73. BAFTA-gála                        | legjobb operatőr                     | Lawrence Sher                                                | Jelölve  | [ 186 ] [ 187 ] |
| BAFTA-díj                         | 73. BAFTA-gála                        | legjobb vágás                        | Jeff Groth                                                   | Jelölve  | [ 186 ] [ 187 ] |
| BAFTA-díj                         | 73. BAFTA-gála                        | legjobb díszlet                      | Mark Friedberg, Kris Moran                                   | Jelölve  | [ 186 ] [ 187 ] |
| BAFTA-díj                         | 73. BAFTA-gála                        | legjobb smink                        | Kay Georgiou, Nicki Ledermann                                | Jelölve  | [ 186 ] [ 187 ] |
| BAFTA-díj                         | 73. BAFTA-gála                        | legjobb hang                         | Tod Maitland, Alan Robert Murray, Tom Ozanich, Dean Zupancic | Jelölve  | [ 186 ] [ 187 ] |
| Golden Globe-díj                  | 77. Golden Globe-gála                 | legjobb filmdráma                    | Joker                                                        | Jelölve  | [ 188 ] [ 189 ] |
| Golden Globe-díj                  | 77. Golden Globe-gála                 | legjobb férfi főszereplő – filmdráma | Joaquin Phoenix                                              | Elnyerte | [ 188 ] [ 189 ] |
| Golden Globe-díj                  | 77. Golden Globe-gála                 | legjobb filmrendező                  | Todd Phillips                                                | Jelölve  | [ 188 ] [ 189 ] |
| Golden Globe-díj                  | 77. Golden Globe-gála                 | legjobb eredeti filmzene             | Hildur Guðnadóttir                                           | Elnyerte | [ 188 ] [ 189 ] |
| Velencei Nemzetközi Filmfesztivál | 76. Velencei Nemzetközi Filmfesztivál | Arany Oroszlán díj                   | Joker                                                        | Elnyerte | [ 176 ] [ 190 ] |
| Velencei Nemzetközi Filmfesztivál | 76. Velencei Nemzetközi Filmfesztivál | Graffetta d'Oro                      | Joker                                                        | Elnyerte | [ 176 ] [ 190 ] |
| Velencei Nemzetközi Filmfesztivál | 76. Velencei Nemzetközi Filmfesztivál | Premio Soundtrack Stars Award        | Hildur Guðnadóttir                                           | Elnyerte | [ 176 ] [ 190 ] |

## Folytatás
A modern képregényfilmekkel ellentétben a Jokert önálló filmnek szánták, amelynek nincs tervezett folytatása. 2019 augusztusában Phillips elmondta, hogy a film mozikban való teljesítményétől függően érdekelné egy második epizód, amennyiben Joaquin Phoenix is hajlana a szerepre, de később már úgy nyilatkozott, hogy a filmet úgy írták, hogy a történetszál lezárt, befejezett. A Warner Bros. a Jokerrel szándékozott elindítani a DC Black-sorozatát, egy a DC Comics karaktereire épülő, sötétebb hangvételű sorozatát, amely különáll a DC-moziuniverzumtól, hasonlóan mint például az Elseworlds televíziós sorozat.
Phoenix október elején a Popcorn című amerikai talkshowban úgy nyilatkozott, nem lenne ellenére a film folytatása: „Rengeteget beszéltünk Toddal arról, hogy milyen projekteken dolgozhatnánk együtt legközelebb, de szóba került az is, miszerint van-e még bármi, amit Joker kapcsán tudnánk elmesélni. Szóval végső soron ez egy álomszerep volt számomra, így nyugodtan mondhatom, hogy nem volt semmi más, amit annyira szerettem volna, mint ezen a filmen dolgozni. Arra a kérdésre felelve pedig, hogy vajon visszatérünk-e a figurához sajnos nem tudom a választ. Viszont ha tehetnénk még mindig forgatnánk a mozit, hiszen a karakterben még rengeteg kiaknázatlan potenciál lakozik.” A színész álomszerepnek nevezte Jokerét, Todd Phillips pedig úgy nyilatkozott, bármit leforgatna a színésszel, akihez fogható, véleménye szerint nincs a szerepre, és ha a Warner Bros is áldását adná a folytatásra, ő szívesen leforgatná azt is.
2019. november 20-án a The Hollywood Reporter cikkében azt írta, hogy a Warner a nagy sikerre tekintettel igent mondott a folytatásra, míg a Deadline saját forrásaira hivatkozva azt írta, hogy bár korántsem elképzelhetetlen, hogy folytatást kapjon a film, de annak előkészületeinek elkezdése nem várható a közeljövőben.

## Fordítás
- Ez a szócikk részben vagy egészben  a   Joker (2019 film) című angol Wikipédia-szócikk fordításán alapul.  Az eredeti cikk szerkesztőit annak laptörténete sorolja fel. Ez a jelzés csupán a megfogalmazás eredetét és a szerzői jogokat jelzi, nem szolgál a cikkben szereplő információk forrásmegjelöléseként.